# Manuel Font Fernández de la Herranz
Manuel Font Fernández de la Herranz (Málaga, 22 de diciembre de 1862-Sevilla, 5 de marzo de 1943) fue un músico y compositor español perteneciente a la dinastía de los Font, hijo de José Font Marimont y padre de Manuel Font de Anta y José Font de Anta. Aunque malagueño de nacimiento, desarrolló gran parte de su labor artística en la ciudad de Sevilla donde residió desde los 13 años. 

## Biografía
Inició estudios musicales en el Conservatorio María Cristina de Málaga, completando su formación en 
Barcelona y Sevilla donde profundizó en composición y armonía bajo la dirección de Evaristo García Torres, maestro de capilla de la Catedral de Sevilla. A lo largo de su vida desarrolló las facetas de intérprete, actuando como violinista en diferentes compañías de ópera y zarzuela, compositor y director de banda. Fue uno de los impulsores de la primitiva Banda Municipal de Sevilla, formada graciás a su iniciativa de enseñar música a niños huérfanos que se encontraban en el hospicio municipal, llamado oficialmente Asilo Hogar San Fernando, donde formó con los niños allí internados una agrupación musical de creciente calidad que en 1910 fue municipalizada por el Ayuntamiento sevillano y de la que fue director durante 37 años, hasta su jubilación el 25 de diciembre de 1932.

## Obra
Fue autor de diferentes marchas destinadas a las procesiones de Semana Santa de Sevilla, además compuso música religiosa, incluyendo motetes, coplas, cantatas y varios Ave Marías. Dentro de la música orquestal escribió obras para piano y orquesta, además de pasodobles, himnos, marchas militares y varias zarzuelas, entre ellas La perla del mar, Los Palomos, La partía del Vivillo, La Pastora,  Concha la lamparillera, La última aventura, La baraja española, La casa del duende, La perla del mar, La buena sociedad, y Maravilla y La Pastora.